# Ishuwa

Isuwa entre els grans regnes de l'Orient Mitjà abans de l'inici del regnat de Subiluliuma I, quan la situació del regne hitita era més crítica.

Ishuwa o Isuwa era un regne hurrita situat a la part oriental de la península d'Anatòlia durant el segon i el primer mil·lenni abans de Crist, conegut principalment per les seves relacions amb Mitanni i l'imperi hitita. Es trobava a prop de les muntanyes del Taure, en el curs superior de l'Eufrates, una terra molt fèrtil que permetia tant l'agricultura com el pasturatge. A les muntanyes properes es podien explotar abundants dipòsits de coure. La seva situació li donava una gran importància estratègica, tant per l'Imperi hitita com pel regne de Mitanni. El nom d'Isuwa sembla que prové de "cavall" i una de les seves deïtats més importants era el déu hitita Pirua, simbolitzat per aquest animal.

## Història
Durant la crisi d'Hatti (segles XVI-XV aC), amb Mitanni al seu punt de màxim poder, a la regió de l'Alt Eufrates i la futura Armènia, es varen formar petits regnes: Tegarama, Zazzisa, Alha, Armatana, Arawanna, Ishuwa i d'altres, que Muwatallis I va sotmetre en algun moment entre els anys 1420 aC i 1400 aC.
Poc després del 1400 aC el país d'Isuwa es va revoltar contra Tudhalias II (1400-1380 aC) i els hitites el van combatre, però es creu que en general estava sota influència de Mitanni, encara que les seves fidelitats variaven a favor dels hurrites i a favor dels hitites. Tudhalias II temia que Ishuwa i Mitanni ataquessin les seves fronteres, i contra els seus exèrcits combinats ho hauria tingut difícil. Una crònica posterior, del regnat d'Hattusilis III, explica que en temps de Tudhalias II des d'Ishuwa va sortir un exèrcit que va saquejar el país de Tegarama, fidel als hitites. Isuwa va ser el centre d'una coalició contra els hitites, on el rei Tudhalias III, havia donat suport a Artatama, un rival de Tushratta en la successió al tron de Mitanni.
Subiluliuma I (1380-1346 aC), rei hitita, va disputar també amb Tushratta de Mitanni la sobirania sobre Isuwa, i finalment, amb un atac a través de l'Eufrates va atacar el territori d'Ishuwa i sembla que va guanyar perquè va deixar escrit en una estela que va reconquerir el país. Aquesta campanya devia obligar el nou rei de Mitanni, Tushratta a llançar un atac contra els hitites. Segons una carta que es conserva de Tushratta al faraó egipc, va vèncer sense dificultats a Subiluliuma. El rei hitita va tantejar Artatama per veure si podia fer-se càrrec del tron de Mitanni. Quan li va semblar que l'oposició a Tushratta era prou forta, Subiluliuma va tornar a creuar l'Eufrates va conquerir Ishuwa i va entrar al regne de Mitanni. Tushratta va ser sorprès per la rapidesa de l'atac, i els hitites van ocupar la capital i la van saquejar. Subiluliuma va ocupar els estats aliats de Mitanni des de l'Eufrates fins a la costa del Mediterrani. Sembla que des de llavors el domini hitita s'hi va consolidar; una filla del rei Hattusilis III, Kilus-Hepa, es va casar amb el rei Ari-Sarruma (també Ehli-Sarruma) i en temps de Tudhalias IV (1255 aC-1230 aC) el regne vassall d'Isuwa era un fidel aliat quan Tukultininurta I d'Assíria va atacar territori hurrita poc després del 1240 aC i va ocupar el país i el va sotmetre a vassallatge.
El rei hitita Tudhalias IV no va dubtar en declarar la guerra. El rei assiri va reunir al seu exèrcit a Taite. L'exèrcit hitita va avançar cap a Nihriya on el va anar a trobar l'exèrcit assiri. El rei assiri va replegar les seves tropes cap a Sura on es va lliurar la batalla que va ser una victòria assíria i una clara derrota hitita. Tudhalias es va retirar a Alatarma, una mica a l'est de l'Eufrates en posició desconeguda, probablement a Isuwa. El nom del rei d'Isuwa no apareix a les inscripcions.
Abans del 1200 aC el rei hitita Subiluliuma II va fer una campanya al país i segurament va imposar el vassallatge al seu rei, que en aquella època era vassall assiri, però aquest vassallatge va durar poc temps, perquè després del 1200 aC l'imperi hitita va desaparèixer a causa dels Pobles de la mar. Isuwa segurament va restar independent fins que Teglatfalassar I (1115-1076 aC) va sotmetre el regne d'Isuwa poc després de pujar al tron.